# 北石槽镇
北石槽镇是中国北京市顺义区下辖的一个镇，1994年撤乡设镇。地处北京市顺义区西北的燕山脚下，在北京行政区域的中心地理位置，距北京市区不足40公里。

## 行政区划
北石槽镇共辖16个村委会：
西赵各庄村、下西市村、良善庄村、西范各庄村、南石槽村、北石槽村、东石槽村、东辛庄村、寺上村、营尔村、武各庄村、刘各庄村、中滩营村、二张营村、大柳树营村和李家史山村。